# SN 1950C
SN 1950C – supernowa odkryta 14 maja 1950 roku w galaktyce NGC 5033. W momencie odkrycia miała maksymalną jasność 18,20m.